# Кукса (приток Ирмеса)
Кукса или Липная — река в России, протекает во Владимирской и Ивановской областях в окрестностях города Гаврилов Посад. Правый приток Ирмеса.

## География
Река берёт начало у нежилой деревни Глядково Юрьев-Польского района Владимирской области. Течёт на север по открытой местности, пересекает границу Ивановской области. Устье реки находится около села Осанково в 47 км по правому берегу реки Ирмес. Длина реки составляет 12 км.

## Данные водного реестра
По данным государственного водного реестра России относится к Окскому бассейновому округу, водохозяйственный участок реки — Нерль от истока и до устья, речной подбассейн реки — бассейны притоков Оки от Мокши до впадения в Волгу. Речной бассейн реки — Ока.
Код объекта в государственном водном реестре — 09010300812110000032630.